# Tipula hibii
Tipula hibii är en tvåvingeart som beskrevs av Alexander 1933. Tipula hibii ingår i släktet Tipula och familjen storharkrankar. Inga underarter finns listade i Catalogue of Life.